# Revolución de los Colorados
La Revolución de los Colorados fue el último alzamiento del partido federal argentino en el oeste del país. Pretendía desconocer la autoridad del presidente Bartolomé Mitre, liberar a las provincias de gobiernos impuestos desde la capital, Buenos Aires, y terminar con la guerra de la Triple Alianza, a la cual se oponían. Fue liderada por varios caudillos locales, de los cuales el más conocido es Felipe Varela, y logró dominar por completo tres provincias y poner en peligro otras dos. Fue vencida en dos batallas en abril de 1867, y tras la derrota de Varela –que se hizo esperar casi un año más– el Partido Federal desapareció en el oeste y norte del país.

## Antecedentes
La batalla de Pavón significó el final de la Confederación Argentina y el comienzo del predominio en todo el país del partido liberal, directo descendiente del partido unitario. Las resistencias federales fueron vencidas por el simple avance del ejército porteño –como en el caso de la provincia de San Luis, cuyo gobernador Juan Saá se exilió en Chile– o ahogadas en sangre, como en el caso de la provincia de La Rioja, cuyo caudillo Ángel Vicente Peñaloza resistió firmemente hasta caer asesinado.
En Mendoza, en particular, el partido liberal tenía muy escaso arraigo. Su gobierno había sido una imposición de la división del ejército porteño que había ocupado esa provincia pocos meses después de Pavón.
El gobierno del general Mitre no sólo aplastó la oposición federal, sino que además se embarcó, a partir de 1865, en la Guerra del Paraguay. En alianza con el Imperio del Brasil, el ejército argentino invadió el Paraguay, intentando obligar a ese pequeño país a cambiar su gobierno por otro, de signo liberal.
La guerra fue tremendamente impopular en el interior del país, y gran parte de los "voluntarios" que eran enganchados para pelear en el frente se rebelaron o desertaron. La derrota de los Aliados en la batalla de Curupaytí dejó en muy mala situación al ejército argentino, e hizo caer muy bajo el prestigio militar de Mitre.

## El alzamiento

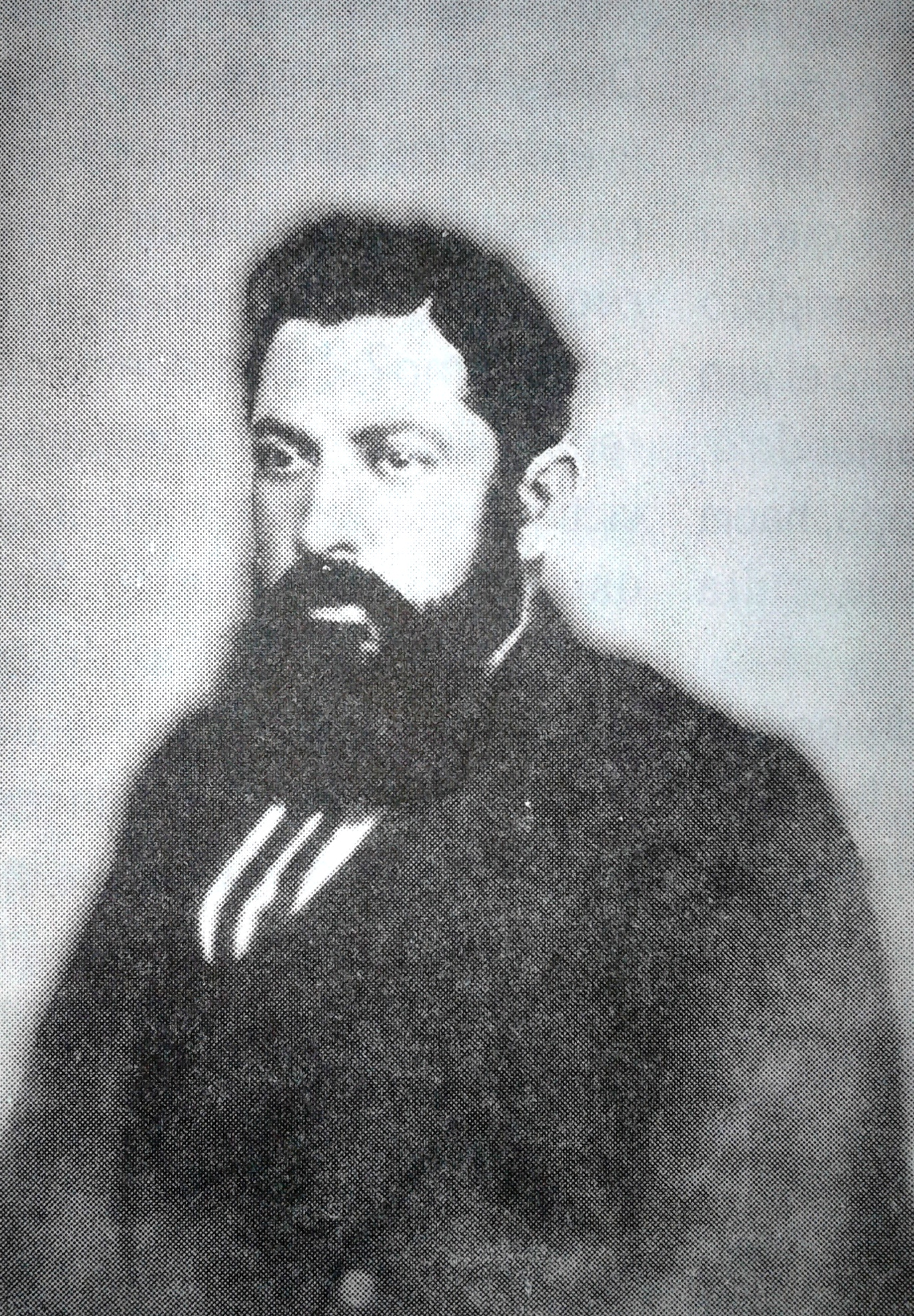
El gobernador de San Luis y Mendoza, Carlos Juan Rodriguez.

El 11 de noviembre de 1866 estalló una sublevación de las tropas reunidas para marchar al frente de guerra en Mendoza. Recibieron el apoyo de la policía local y de los guardias de la cárcel, y pusieron en libertad a los presos de la cárcel. Inmediatamente algunos de ellos, líderes federales, anunciaron el derrocamiento del recientemente electo gobernador Melitón Arroyo, que fue arrestado durante el banquete con que festejaba su ascenso al gobierno. Los revolucionarios lo acusaron de concentrar todo el gobierno en una sola familia.
Pero con el paso de los días, la revuelta fue transformándose en revolución de signo federal, la llamada Revolución de los colorados. El coronel Carlos Juan Rodríguez asumió el gobierno de la provincia de Mendoza y rápidamente logró el control de toda la provincia, derrotando en un pequeño combate en Luján de Cuyo al coronel Pablo Irrazábal, el mismo que había asesinado al Chacho Peñaloza cinco años antes.
A partir de ese momento se lanzaron a un programa político mucho más ambicioso: en la práctica, desconocían la autoridad del presidente Mitre y anunciaban que intentarían detener la Guerra del Paraguay. Rodríguez fue nombrado director de la guerra que esperaban que estallara contra el gobierno central.
El coronel Juan de Dios Videla asumió el mando de la división más importante del ejército y avanzó hacia la provincia de San Juan; ocupó sin resistencia la capital de esa provincia y expulsó al gobernador Camilo Rojo, asumiendo él mismo la gobernación. Luego retrocedió algunas leguas hacia el sur: el 5 de enero de 1867 derrotaba al coronel Julio Campos, gobernador de La Rioja en Rinconada del Pocito.
El general Juan Saá regresó desde Chile con su hermano Felipe y rápidamente organizaron una división con la que invadieron la provincia de San Luis. Derrotaron al coronel José Miguel Arredondo en Pampa del Portezuelo y el 7 de febrero, ocuparon San Luis. Felipe Saá asumió el gobierno de la provincia.
No hizo falta lanzar fuerzas sobre La Rioja, porque casi simultáneamente había llegado desde Chile el coronel Felipe Varela, al mando de una pequeña división y, pasando por San José de Jáchal, habían ocupado el oeste de esta provincia. El gobierno riojano cayó en sus manos por una decisión insólita del gobernador: nombró comandante de milicias a Irrazábal, el asesino de Peñaloza; los milicianos se rebelaron y nombraron gobernador a un federal moderado.
La revolución tenía sus simpatías en la provincia de Córdoba, cuyo gobernador Mateo Luque era decididamente federal. Pero Luque no se atrevió a apoyar la revolución, a pesar de que tenía de su lado a los "cívicos" de la capital y a los gauchos del oeste de la provincia.
Los federales pidieron ayuda al expresidente, general Justo José de Urquiza, nominalmente aún jefe del partido federal. Pero este se desentendió completamente el asunto. De todos modos, los rebeldes tenían el control de cuatro provincias y un seguro apoyo en dos más (Catamarca y Córdoba), a condición de que triunfaran. También podían, extremando un poco su optimismo, contar con algún apoyo en Santa Fe, Entre Ríos e incluso Corrientes, el Paraguay y los blancos de Uruguay.

## Reacción del gobierno nacional

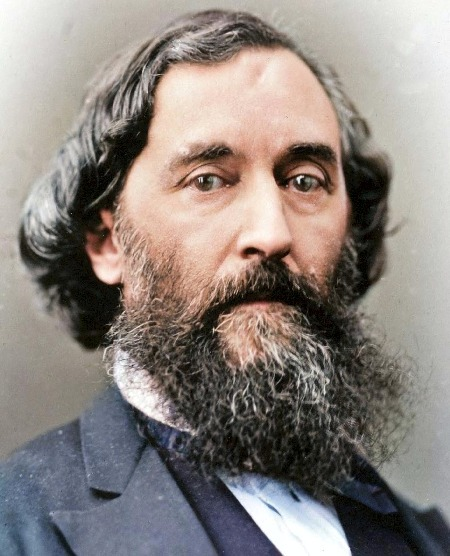
el presidente argentino, Bartolomé Mitre

El presidente Bartolomé Mitre estaba en el frente paraguayo, pero llamado urgentemente por el vicepresidente Marcos Paz, rápidamente se trasladó hacia Rosario, desde donde organizó la reacción. Hizo trasladar varios regimientos desde el frente de batalla y desde las fronteras con el indio. Puso todas esas tropas bajo el mando del general Wenceslao Paunero y ordenó al general Antonino Taboada avanzar desde Santiago del Estero sobre La Rioja.
En marzo, el ejército al mando de Paunero recibió en Rosario el moderno equipo retirado del frente paraguayo y comenzó el avance hacia Córdoba, donde el ministro de guerra, Julián Martínez, se había trasladado para imponer la autoridad civil del gobierno central. Asegurada la fidelidad las milicias cordobesas, avanzó hacia San Luis. Al no saber dónde se encontraba su enemigo – por la rapidez de su propio avance -, dividió su fuerza en dos: la vanguardia al mando del coronel Arredondo, y el resto bajo su propio mando. El sorpresivo ataque que llevaron los federales sobre las posiciones de Arredondo hizo que Paunero retrocediera rápidamente.
Pero Arredondo presentó batalla el 1 de abril en el paso de San Ignacio sobre el río Quinto, donde ambos bandos lucharon con gran coraje. Los federales estuvieron a punto de vencer, pero la decisiva acción de la infantería de Luis María Campos dio vuelta la batalla y los federales fueron destrozados y dispersados. Prevaleció el mejor armamento y dirección del ejército nacional, que logró la victoria.
La batalla de San Ignacio significó el comienzo del fin de la resistencia federal. Los Saá no lograron volver a reunir a sus hombres y debieron desalojar la capital de su provincia. Los fugitivos trasmitieron el desaliento a los federales de Mendoza y San Juan, que huyeron en gran cantidad hacia Chile. Rodríguez dirigió la huida de todos los comprometidos con su revolución a través de la cordillera, antes de que el otoño cerrara los pasos andinos.
Por su parte, Taboada ocupó la ciudad de La Rioja, saqueándola. La noticia alcanzó a Varela cuando se lanzaba con un ejército de 5.000 hombres sobre la provincia de Catamarca. Y entonces cometió dos errores graves: decidió lanzarse sobre La Rioja para no dejar enemigos a su espalda, abandonando a sus aliados de Catamarca. Y lo hizo sin asegurarse la provisión de agua en su marcha, lo que en esos parajes desérticos era vital.
La falta de agua lo obligó a presentar batalla en inferioridad de condiciones –a pesar de su gran superioridad numérica– en la batalla de Pozo de Vargas, el 10 de abril. Fue completamente derrotado por Taboada y debió huir hacia el oeste riojano.
En abril de ese año, estalló una revolución en el sur de Salta, con sublevaciones de tropas en La Candelaria y Metán. Dirigidos por el general Aniceto Latorre, se trasladaron hasta Chicoana, pero fueron derrotados en el combate de El Bañado (5 de mayo).

## Fin del Federalismo del oeste
Varela se negó a huir a Chile; posiblemente no hubiera podido, porque ya el otoño estaba muy avanzado y los pasos cordilleranos cerrados. Resistió en el interior de la provincia de La Rioja, e incursionó varias veces sobre el oeste de Catamarca y de Córdoba. Venció a las fuerzas de Arredondo y a las del coronel Linares y luego ocupó la capital de la provincia. Pero debió abandonarla y pasó al oeste catamarqueño. Desde allí llevaría una épica invasión sobre los Valles Calchaquíes, la ciudad de Salta y Jujuy. Terminaría exiliado en Bolivia.
En Córdoba, el gobernador Luque nunca se había animado a unirse a la revolución. Tras varios meses de indecisión, el coronel Simón Luengo lo quiso obligar ocupando el gobierno en su ausencia, pero Luque dejó que el ejército nacional aplastara la rebelión de Luengo. En reconocimiento a su lealtad, el gobierno nacional intervino la provincia y lo reemplazó por un liberal, liquidando al partido federal cordobés. Luengo sería, años más tarde, responsable de la muerte del general Urquiza.
Todavía duraría dos o tres años más la resistencia de los montoneros federales en Cuyo y La Rioja. Pero ya sólo serían andanzas de bandoleros rurales, sin posibilidad de organizar ejércitos, y que asaltaban por sorpresa, indistintamente, a la policía, a los hacendados o a los viajantes. En enero de 1869, Varela fue derrotado en la Puna, fracasando su último intento de resucitar al partido federal.
En Catamarca, Santa Fe y Corrientes, el regreso del partido federal se disfrazó de rebelión interna del partido liberal y dio nacimiento al Partido Autonomista.
Los últimos intentos del partido federal tendrían lugar en Entre Ríos, donde Ricardo López Jordán se alzaría contra el gobierno nacional en 1870, nuevamente en 1873, y finalmente en 1876. Pero no contaría para nada con los dispersos ex federales del oeste argentino. Entonces, finalmente, los federales desaparecieron como partido.
Curiosamente, ni los historiadores liberales ni el revisionismo han dado a esta revolución la importancia que tuvo. Los segundos sólo rescatan la quijotesca figura de Felipe Varela y su épica campaña de resistencia. Pero se deja de lado la importancia histórica de una revolución que logró dominar cuatro provincias y que estuvo a punto de extenderse a otras dos, poniendo en jaque al gobierno nacional y a la victoria argentino–brasileña en la Guerra del Paraguay.